# A Capela
A Capela – gmina w Hiszpanii, w prowincji A Coruña, w Galicji, o powierzchni 58 km². W 2011 roku gmina liczyła 1376 mieszkańców.